# ワンス・アポン・ア・タイム (season 3)
アメリカのファンタジー・テレビドラマ、『ワンス・アポン・ア・タイム』の第3シーズンは2013年5月10日に制作発表された。製作総指揮者のアダム・ホロウィッツとエドワード・キッツィスは2013年9月29日-2013年12月15日までの前半パートと2014年3月9日-2014年5月11日までの後半パートの2パートからなることも明かした。
前半はピーター・パンにさらわれたヘンリーを救うためにメインキャラクターたちがストーリーブルックからネバーランドへと旅立つところから始まる。救出には成功するもののピーター・パンの新たな呪いによりエマとヘンリー以外の住人は魔法の森に戻ってしまう。後半はキャラクターたちの魔法の森での過去の旅やどうして西の悪い魔女によってストーリーブルックに戻されたのかやエマが呪いを解こうとしたり家族を守ろうとする物語である。今シーズンから前半、後半のメインとなるピーター・パン、西の悪い魔女を含む新しいキャラクターが登場する。ティンカー・ベルやアリエル、エリック王子、アースラ、メデューサ、ラプンツェル、ルミエール、オズの魔法つかい、グリンダ、北のいい魔女、東の魔女、ドロシー・ゲイル、黒ひげ、ロビン・フッド、エルサ。

## キャスト

### レギュラー
- ジニファー・グッドウィン - 白雪姫 / メアリー・マーガレット・ブランチャード
- ジェニファー・モリソン - エマ・スワン
- ラナ・パリラ - 悪い女王 / レジーナ・ミルズ
- ジョシュ・ダラス - チャーミング王子 / デヴィッド・ノーラン
- エミリー・デ・レイヴィン - ベル
- コリン・オドナヒュー - キリアン・ジョーンズ船長（通称” フック”）
- ジャレッド・S・ギルモア - ヘンリー・ミルズ
- マイケル・レイモンド＝ジェームズ - ベルファイア / ニール・キャシディ
- ロバート・カーライル - ルンペルシュティルツキン / ミスター・ゴールド

### リカーリング
| - ビヴァリー・エリオット - ルーカス未亡人 / おばあちゃん - ショーン・マグワイア - ロビン・フッド - ロビー・ケイ - マルコム / ピーター・パン / 笛吹き男 - リー・アレンバーグ - グランピー / リロイ - ゲイブ・コース - スニージー / トム・クラーク - パーカー・クロフト - フェリックス - レベッカ・メイダー - ゼリーナ / 西の悪い魔女 - デビッド・ポール・グローブ - ドック - ローズ・マクアイヴァー - ティンカー・ベル - ファスティーノ・ディ・バーダイ - スリーピー / ウォルター - キーガン・コナー・トレイシー - ブルー・フェアリー / マザー・スペリアー - ラファエル・スバージ - ジミニー・クリケット / アーチー・ホッパー - ミグ・マケリオ - バッシュフル - ジェフェリー・ケーサー - ドーピー | - マイケル・コールマン - ハッピー - サラ・ボルジャー - オーロラ姫 - ジョアンナ・ガルシア - アリエル - ミーガン・オリー - 赤ずきん / ルビー - フレイヤ・ティングレイ - ウェンディ・ダーリング - クリス・ゴージェ - ウィリアム・スミー - デイヴィッド・アンダース - ヴィクター・フランケンシュタイン博士 / ホエール医師 - ジュリアン・モリス - フィリップ王子 - ジル・マキニー - エリック王子 - クリストファー・ゴーラム - オズの魔法使い / ウォルシュ - ジェームズ・イメクス - ミカエル・ダーリング - マット・ケーン - ジョシュ・ダーリング |

### ゲスト
- ジェイミー・チャン - ムーラン
- ジャンカルロ・エスポジート - シドニー/魔法の鏡
- ディラン・シュミッド - ベルファイア（子供）
- チャールズ・メシュア - 黒髭
- サニー・マブレイ - グリンダ
- ステファン・ロード - マルコム（第8話、第11話）
- クリスティ・レイン - マリアン
- イーサン・エンブリー - グレッグ・メンデル
- ソネクア・マーティン＝グリーン - タマラ
- バーナード・カリー — リアム・ジョーンズ（第5話）
- スカイラー・ギソンド - デヴィン（第5話）
- ワイアット・オレフ - ルンペルシュティルツキン（若い頃）
- エヴァン・オドナヒュー - ヘンリー・ミルズ（赤ん坊）
- マリリン・マンソン - ピーター・パンの影（声）
- アレキサンドラ・メッツ - ラプンツェル
- ヘンリー・ラバッチ - ルミエール
- ローズ・マッゴーワン - コーラ（若い頃）（第18話）[1]
- デヴィッド・デ・ローター - ジョナサン
- エリック・ランジ - レオポルド王
- イベット・ニコル・ブラウン - アースラ（声）
- マトレヤ・スカラウェアー - ドロシー・ゲイル
- アナスタシア・グリフィス - アビゲイル姫 / キャスリン・ノーラン
- トニー・アメンドーラ - ゼペット / マルコ
- アレックス・ザハラ - ミダス王
- エリック・キーンレイサイド - モー・フレンチ / モーリス
- ジャック・ディ・ブラジオ - ロスト・ボーイズ

## エピソード
| 通算 | No. | エピソード名 （原題）                                       | 監督                                 | 脚本                                              | 放送日         | 視聴者数 （万人） |
| ---- | --- | ----------------------------------------------------------- | ------------------------------------ | ------------------------------------------------- | -------------- | ----------------- |
| 45   | 1   | "本当に信じる者の心" "The Heart of the Truest Believer"     | ラルフ・ヘメッカー                   | エドワード・キッツィス & アダム・ホロウィッツ     | 2013年9月29日  | 852               |
| 46   | 2   | "伝説の剣" "Lost Girl"                                      | ロン・アンダーウッド                 | アンドリュー・チャンブリス & カリンダ・ヴァスケス | 2013年10月6日  | 800               |
| 47   | 3   | "ある要請のおはなし" "Quite a Common Fairy"                 | アレックス・ザクシェフスキ           | ジェーン・エスペンソン                            | 2013年10月13日 | 753               |
| 48   | 4   | "悪い癖" "Nasty Habits"                                     | デヴィッド・ボイド                   | デヴィッド・H・グッドマン & ロバート・ハル        | 2013年10月20日 | 705               |
| 49   | 5   | "正義の男" "Good Form"                                      | ジョン・アミエル                     | クリスティン・ボイラン & ダニエル・T・トムセン    | 2013年10月27日 | 723               |
| 50   | 6   | "恋するマーメイド" "Ariel"                                  | キアラン・ダネリー                   | エドワード・キッツィス & アダム・ホロウィッツ     | 2013年11月3日  | 755               |
| 51   | 7   | "英雄になる覚悟" "Dark Hollow"                              | ガイ・ファーランド                   | カリンダ・ヴァスケス & アンドリュー・チャンブリス | 2013年11月10日 | 671               |
| 52   | 8   | "ピーター・パンの正体" "Think Lovely Thoughts"              | デヴィッド・ソロモン                 | デヴィッド・H・グッドマン & ロバート・ハル        | 2013年11月17日 | 666               |
| 53   | 9   | "渡した心臓" "Save Henry"                                   | アンディ・ゴダード                   | クリスティン・ボイラン & ダニエル・T・トムセン    | 2013年12月1日  | 664               |
| 54   | 10  | "新たなネバーランド" "The New Neverland"                    | ロン・アンダーウッド                 | アンドリュー・チャンブリス                        | 2013年12月8日  | 694               |
| 55   | 11  | "故郷への道" "Going Home"                                   | ラルフ・ヘメッカー                   | エドワード・キッツィス & アダム・ホロウィッツ     | 2013年12月15日 | 644               |
| 56   | 12  | "ニューヨーク・シティ・セレナーデ" "New York City Serenade" | ビリー・ジハート                     | エドワード・キッツィス & アダム・ホロウィッツ     | 2014年3月9日   | 766               |
| 57   | 13  | "消された1年" "Witch Hunt"                                  | ガイ・ファーランド                   | ジェーン・エスペンソン                            | 2014年3月16日  | 775               |
| 58   | 14  | "塔" "The Tower"                                            | ラルフ・ヘメッカー                   | ロバート・ハル                                    | 2014年3月23日  | 691               |
| 59   | 15  | "頭の中の声" "Quiet Minds"                                  | イーグル・エギルソン                 | カリンダ・ヴァスケス                              | 2014年3月30日  | 664               |
| 60   | 16  | "エメラルドの悲しみ" "It's Not Easy Being Green"            | マリオ・ヴァン・ピーブルス           | アンドリュー・チャンブリス                        | 2014年4月6日   | 726               |
| 61   | 17  | "キリアンの愛" "The Jolly Roger"                            | アーネスト・ロスコー・ディッカーソン | デヴィッド・H・グッドマン                         | 2014年4月13日  | 650               |
| 62   | 18  | "亡霊との対話" "Bleeding Through"                           | ロメオ・タイロン                     | ジェーン・エスペソン & ダニエル・T・トムセン      | 2014年4月20日  | 595               |
| 63   | 19  | "扉の向こうへ" "A Curious Thing"                            | ラルフ・ヘメッカー                   | エドワード・キッツィス & アダム・ホロウィッツ     | 2014年4月27日  | 734               |
| 64   | 20  | "カンザス" "Kansas"                                         | グウィネス・ホーダー＝ペイトン       | カリンダ・ヴァスケス & アンドリュー・チャンブリス | 2014年5月4日   | 686               |
| 65   | 21  | "変えてはいけないもの" "Snow Drifts"                        | ロン・アンダーウッド                 | デヴィッド・H・グッドマン & ロバート・ハル        | 2014年5月11日  | 680               |
| 66   | 22  | "我が家と呼べる場所" "There's No Place Like Home"           | ラルフ・ヘメッカー                   | エドワード・キッツィス & アダム・ホロウィッツ     | 2014年5月11日  | 680               |

## 製作

### 製作段階
2013年5月10日、2013年公開のオズ はじまりの戦いの成功があった後、ABCはワンス・アポン・ア・タイム（シーズン3）が2013年9月29日から放送されることを発表した。同月、シーズン3では、放送を控えていたワンス・アポン・ア・タイム イン ワンダーランドにつながる話が盛り込まれることも明かされた。2013年8月、今シーズンは2013年9月29日-2013年12月15日までの前半パートと2014年3月9日 - 2014年5月11日までの後半パートの2パートからなることも明かされた。
前半の11話はネバーランドでの話となる。 アダム・ホロウィッツとエドワード・キッツィスは「ネバーランドは信念の島であり、想像の島であり、すべての登場人物が自身の心と向き合う島である。それゆえに、脚本家としてキャラクターたちに深く触れ、新しい境地へと送り出すことができる。ネバーランドにいることはどのキャラクターにも様々な影響をもたらすことになる。そのキャラクターたちにであるのが楽しみである。」と述べた。2人は、ピーター・パンがメインで扱われることも明かしたが、普通のピーター・パンではないということも明かした。2014年3月10日、プリンセスと魔法のキス、メリダとおそろしの森、アナと雪の女王のキャラクターを将来的に登場させることを明かした。その月の後半、シーズンの最終話は2014年5月11日に2時間で放送されることが明かされた。

### キャスティング
2013年5月シーズン2のレギュラーであったミーガン・オリー（赤ずきん/ルビー）は他のドラマの撮影のためレギュラーではなくなることが明かされた。ゲストでの出演はする。（12話、13話）同月、リカーリングキャストであったマイケル・レイモンド＝ジェームズ（ベルファイア / ニール・キャシディ）がレギュラーに昇格することがあかされた。2013年7月、ジャンカルロ・エスポジート（シドニー/魔法の鏡）が再登場することが明かされた。（シーズン2には出ていなかった。）さらに、ロビン・フッド役がショーン・マグワイアに変更され、登場することが明かされた。イギリス人俳優のロビー・ケイが前半パートのヴィランとなるピーター・パンを演じることが明かされた。7月29日、ローズ・マクアイヴァーがティンカー・ベルを演じることがわかった。ジョアンナ・ガルシアがリトル・マーメイドのアリエル を演じる。2013年9月3日、ジル・マキニーがエリック王子を演じることが明かされた。2013年10月18日、アメリカ人ミュージシャンのマリリン・マンソンが影の声を演じることが明かされた。10月21日、イギリス人俳優のステファン・ロードがルンペルシュティルツキンの父、マルコムを演じることが明かされた。
後半では、レベッカ・メイダー演じるゼリーナ/西の悪い魔女が最大の敵となる。アレキサンドラ・メッツがラプンツェル演じる。彼女はチャーミング王子に助けられる。エリック・ランジがレオポルド王を演じ、エヴァ王妃が再登場することも明かされた。チャールズ・メシュアが黒髭役でフックの敵役として1エピソードに登場する。2014年2月、グリンダが登場することが明かされた。後でサニー・マブレイが演じることが判明した。
ワンス・アポン・ア・タイム　イン　ワンダーランドがキャンセルされた後、マイケル・ソーチャがワンス・アポン・ア・タイム（シーズン4）にメインとして出演することがわかった。（2014年4月に正式に発表された。）